# Бантай Кдей
Бантай Кдей (кхмер. ប្រាសាទបន្ទាយក្តី; Prasat Banteay Kdei), що означає «Цитадель палат», також відома як «Цитадель келій ченців», — буддійський храм в Ангкорі, Камбоджа. Він розташований на південний схід від Та Пром і на схід від Ангкор-Тхома. Побудований у середині 12-го та початку 13-го століть нашої ери під час правління Джаявармана VII (який отримав посмертно титул «Маха парамасангата пада»), він виконаний в архітектурному стилі Байон, за планом схожий на Та Пром і Преах Кхан, але менш складний і менший. Його будівлі містяться в межах двох послідовних огороджувальних мурів і складаються з двох концентричних галерей, з яких виходять вежі, перед якими на сході стоїть монастир.
Цей буддійський монастирський комплекс наразі занедбаний через проблеми у конструкції та погану якість пісковику, який був використаний в його будівлях, і зараз проходить реконструкцію. Бантай Кдей був зайнятий ченцями з різними інтервалами протягом століть до 1960-х років.

## Географія
Бантай Кдей, один із багатьох храмів Ангкору, розташований в археологічному парку Ангкор площею 400 км². Стародавнє місто Ангкор за часів Кхмерської імперії простягалося від Тонлесап до пагорбів Кулен на величезній території в 1000 км². До храму можна підійти зі східної гопури Та Пром уздовж 600-метрового шляху, який веде до гопури західних воріт Бантай Кдей. Це у 3км на схід від Ангкор-Тхома.

## Історія Срахсранг
Назва Бантай Кдей походить від більш раннього імені Куті, яке згадується на Сдоккактхом. Ця стела описує прибуття Джаявармана II в цю місцевість: «Коли вони прибули до східного району, король дарував маєток і село під назвою Куті родині королівського капелана». Цей королівський капелан був брахманом-мудрецем Шивакайвалья (Sivakaivalya), його первосвящеником для культу Девараджа.:98
Кхмерська імперія проіснувала з 802 по 1431 рік, спочатку сповідаючи індуїстські релігійні вірування до кінця 12 століття, а пізніше — буддистські релігійні обряди. Це був час, коли будувалися величні храми, які досягли вершини під час правління Сур'явармана II до 1145/1150 рр., а пізніше у 12-13 століттях, за Джаявармана VII. З середини 12-го до початку 13-го століття було побудовано багато буддійських храмів, включаючи Бантай Кдей. Хоча Джаяварману VII приписували будівництво багатьох храмів, його також звинувачували в розтраті грошей на екстравагантні проекти будівництва храмів за рахунок суспільства та інших обов'язків. Він будував буддійські храми, в яких головним божеством був Бодгісаттва Авалокітешвара Цей храм, побудований Джаяварманом VII у стилі храмів Та Пром і Преах Кхан неподалік того ж періоду, але меншого розміру, був побудований як буддійський монастирський комплекс на місці храму 10-го століття, збудованого Раджендраварманом. Деякі невеликі написи свідчать про будівництво цього храму Джаяварманом VII і королівським архітектором Кавіндраріматханою.
Джаяварман VII прийшов до влади у віці 55 років після перемоги над тямами, які вторглися в Ангкор і піддали його спустошенню. Його «чудова діяльність» призвела до відновлення Камбоджі з руїн. Він був головним архітектором відновленої столиці Ангкор-Тхома і його називали «Великим будівельником». Він відповідальний за будівництво багатьох храмів, які, крім Бантай Кдей, включали центральний храм Байон, Прах Хан, Та Пром та багато інших, а також багато будинків відпочинку для паломників. Причини будівництва цього храму на його нинішньому місці невідомі. Однак встановлено, що храм є сучасником Ангкор-Вату, оскільки було виявлено багато подібностей між ними, а також з храмом Фімаї в Таїланді. Повідомляється, що це перший храм, побудований Джаяварманом VII у 1181 році нашої ери, навпроти водойми Срахсранг.
У 13 столітті більшість храмів, побудованих Джаяварманом, були розгромлені. Однак деякі фасади та надпоріжники буддизму Махаяни все ще залишаються в хорошому стані. Деякі археологи також вважають, що храм був побудований Джаяварманом II на честь свого релігійного вчителя.
Храм протягом кількох століть після падіння правління кхмерів залишався занедбаним і вкритим рослинністю. Його оголили після розчищення навколишнього заростання рослинності в 1920—1922 роках. Ця робота була виконана під керівництвом Анрі Маршаля (тоді консерватора Ангкору) і Ч. Баттуера, використовуючи принцип збереження, відомий як "принцип анастільозу, який дуже ефективно використовувався голландською владою в Індонезії ". До 1960-х років він був частково зайнятий буддійськими ченцями.
Протягом десяти років до березня 2002 року Місія Софійського університету Японії проводила кілька археологічних досліджень у храмі Бантай Кдей. Під час цих досліджень у 2001 році було виявлено схованку з фрагментами 274 буддійських статуй, виготовлених із пісковика, разом із кількома металевими предметами мистецтва. Планувалося також будівництво сховища для розміщення статуй.

## Поземний план
Священний храмовий комплекс розташований на території 65x50м трьома дворами за межами великого муру розміром 700x300м, виготовленого з латериту. Вхід зі східної гопури, яка має форму хреста, прикрашеного зображеннями Локешвари. Храм є скарбницею скульптур в архітектурних стилях Байон та Ангкор-Ват. Комплекс знаходиться на одному рівні.
|  |  |  |  |

Зовнішній двір
Зовнішній двір із чотирма концентричними стінами має чотири гопури, подібні до храму Та Пром, і всі вони частково збережені. У чотирьох кутах гопури мають фасцію Локешвари (буддійського божества Авалокітешвара), встановлену над зображеннями Ґаруди (також згадується, що усміхнені обличчя є обличчями короля Джаявармана II, подібні до тих, які можна побачити в храмі Беян). Зокрема, гопура, що виходить на схід, має добре збережені зображення ґаруди по кутах. У двохстах метрах від західного входу до цього двору є рів, який прикрашений статуями левів і балюстрадами з нагами, встановленими на гарудах. На території самого рову є третій двір розміром 320 м × 300 м (1 050 фут × 980 фут), також огороджений латеритовими стінами. Зображення Будди біля входу до рову, біля других внутрішніх воріт, добре збереглося, враховуючи той факт, що більшість інших статуй було знищено або викрадено.
Третій двір

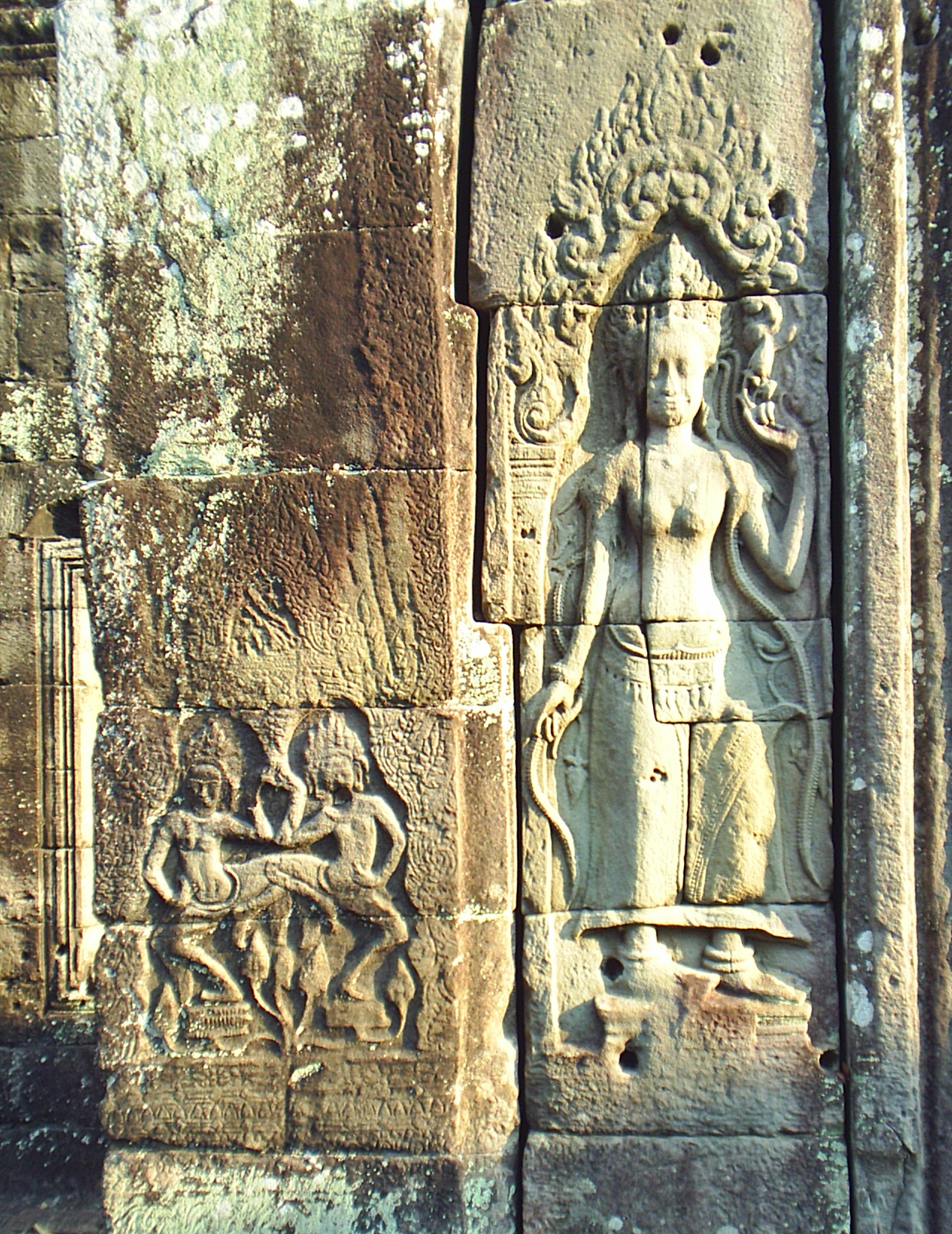
Фрески Апсара Девата

Всередині третьої огорожі є гопура, яка має хрестоподібний план. Вона має стовпи, які перетинаються склепіннями. У цій огорожі є три проходи, два по боках є незалежні, з латеритовими стінами. У нішах тут є маленькі фігурки і великі апсара-девати в одиночних позах або в парних танцювальних позах. Великі зображення Будди у внутрішньому дворику цієї огорожі були зіпсовані вандалами. Звідси брукований доступ веде до головної святині, яка складається з двох галерейних дворів. Біля входу до цих дворів, зі східного кінця, знаходиться «Зал танцюристів», який має чотири відкритих двори, а стовпи мають чудове різьблення з апсар.
Другий двір
Другий двір, який є частиною головного храму, має площу 58x50м. Має гопуру на східній стороні, а також допоміжну гопуру на заході. Вхідні двері знаходяться на північному та південному кінцях. Гопура побудована як галерея з однією зовнішньою стіною і подвійним рядом стовпів, які виходять у внутрішній двір і яка в основному має укріплені стіни з невеликими отворами внизу, щоб забезпечити циркуляцію повітря. Ніші тут прикрашені зображеннями апсар, а статуя Будди в центральному залі була зіпсована вандалами. Архітектурними особливостями стилю Байон є вбудовані «фальшвікна з балясини з опущеними жалюзі та деватами з головними уборами у вигляді невеликих палаючих дисків, встановлених у трикутнику». У кількох місцях галереї обвалилися склепіння, побудовані з пісковика та латериту. Внутрішні корпуси містять будівлю бібліотеки на північ і південь, а також центральне святилище.
Внутрішній двір

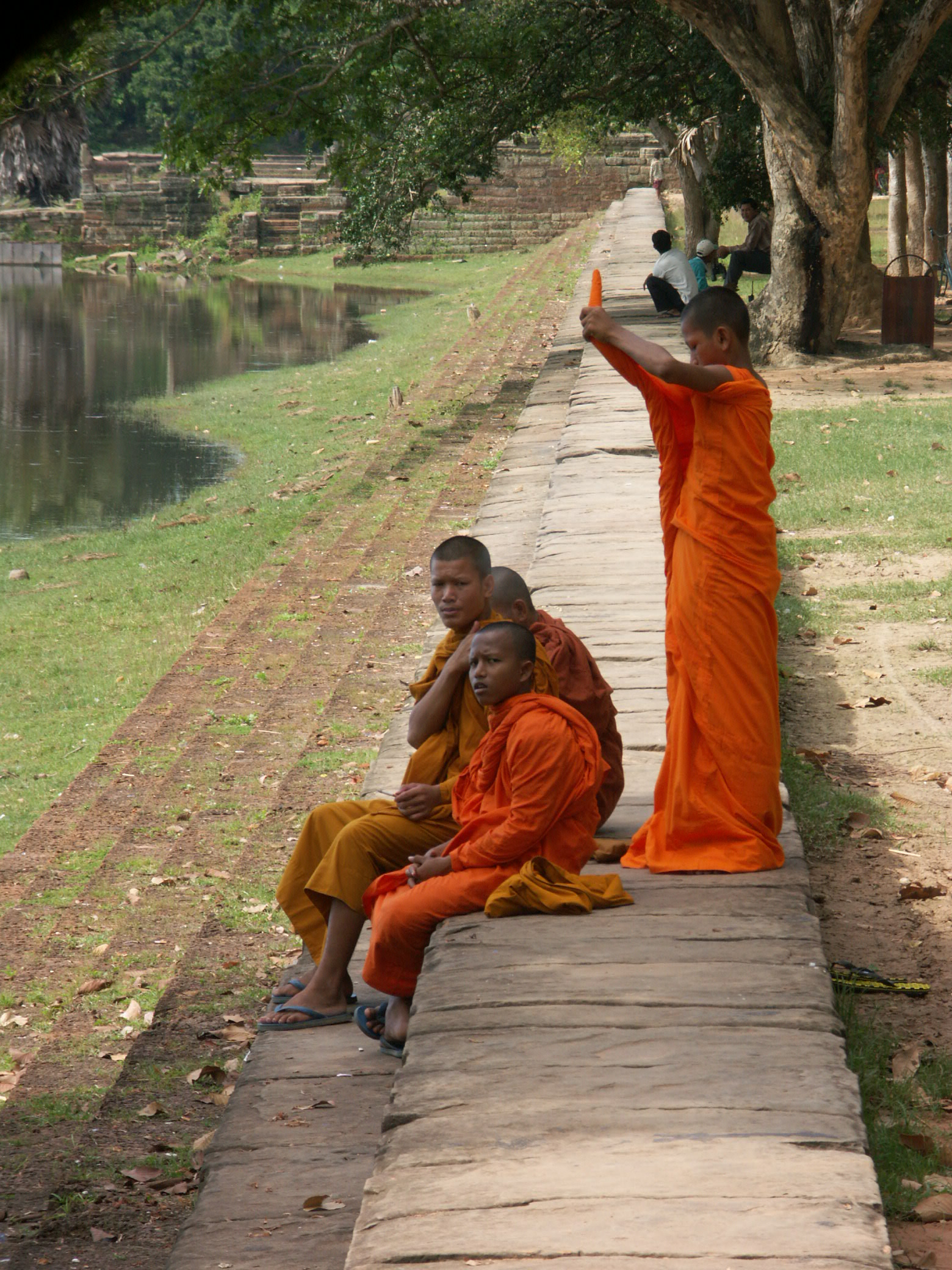
Королівський ставок для купання Srah Srang для ритуального купання

Внутрішній двір головного храму побудований на поземному плані 36x30и. У цьому дворі є чотири кутові вежі, що прилягають до маленьких гопур. Галереї, що проходять вздовж осі, пов'язують ці вежі з головним святилищем. Вежі на північному сході та південному сході з'єднані з другою галереєю, де на тлі відкритої лінії неба видно статую Будди в сидячій позі. Святилище, яке становить квадратний двір стороною 2,75 м, має деякі сліди статуй божеств. Проте весь цей двір побудований не в стилі Байон і, отже, припускається, що він відноситься до більш раннього періоду. Тут також видно залишки дерев'яної стелі. Вхід до святилища обрамлений дварапалами, оточеними апсарами.
Срахсранг
Срахсранг (Srah Srang) або «Королівський басейн для купання» або «басейн обмивання» на схід від Бантай Кдей, який був виритий до розмірів 700х300м під час правління Раджендравермана в 10 столітті, був прикрашений Джаяварманом VII добре викладеними сходинками з латериту із зовнішнім краєм з пісковику, на березі ставка, зверненої до сонця. Він розташований серед великих дерев і має бірюзові сині води цілий рік. Сходинки, що наближаються до краю води, обрамлені двома кам'яними статуями левів з орнаментованими балясинами з нагами. Ставок був призначений для користування королем та його дружинами. На кам'яній основі, яку видно на острові в центрі ставка, колись був дерев'яний храм, де цар медитував. На озері, наповненому ліліями, спостерігати за відображенням заходу сонця в озері — справжнє враження. Вода з озера зараз використовується для вирощування рису фермерами району.

## Архітектурні особливості

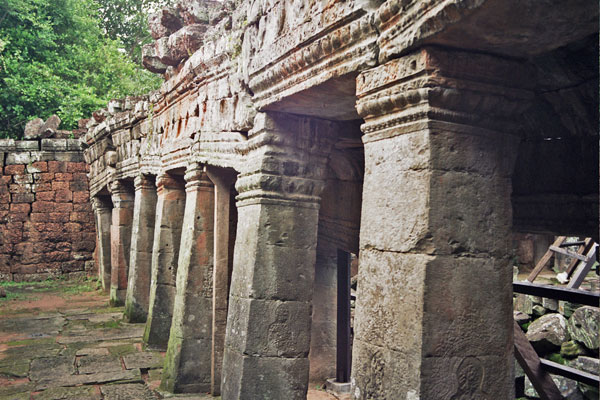
Великі стовпи, що підтримують плити даху

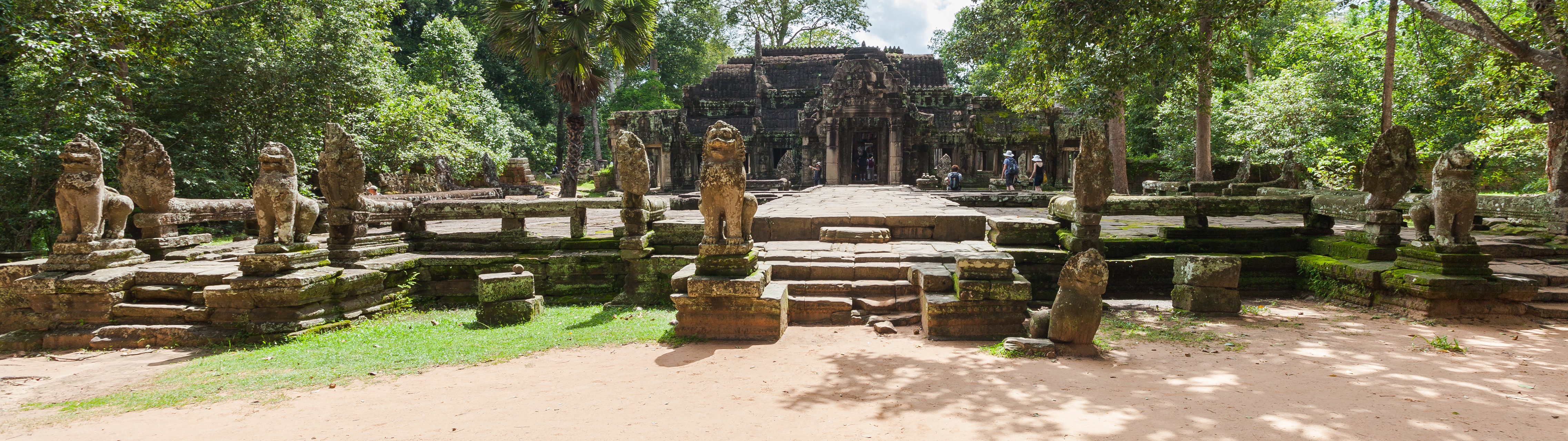
Панорама Бантай Кдей

У цьому храмі чітко простежуються деякі специфічні архітектурні особливості, які розвивалися у стилі Байон. Дах спирається на окремо стоячі стовпи в східному та західному павільйонах третього корпусу, збудованого в хрестоподібному плані з внутрішнім рядом стовпів, що підтримують дах. Стовпи також прив'язані до стіни за допомогою стяжної балки за допомогою «врізно-шипового з'єднання», нанесеного на дерев'яні конструкції. Інші відзначені особливості — чотири центральні стовпи в західному павільйоні, які були укріплені тимчасовими опорами з латеритних блоків. Різьблення Будди можна побачити на всіх цих стовпах, але переважно зіпсовані. Тимчасова опорна система даху, побудованої на вільно стоячих стовпах, свідчить про проблеми дизайну, які спостерігалися в храмах, побудованих у цей період.

## Реставрація
Лазерне сканування та фотографування Бантей Кдей та західної дамби Ангкор-Ват були виконані в рамках проекту, започаткованого в березні 2004 року Каліфорнійським університетом та Софійським університетом Токіо у партнерстві з некомерційною організацією CyArk. Отримана інформація сприяла реставрації та реконструкції цих споруд, що фінансується Софійським університетом, а багато загальнодоступних даних проекту розміщено на вебсайті CyArk. Управління APSARA досягло значних покращень у консервації та збереженні пам'яток в Ангкорі. Деякі вежі та коридори знаходяться на реставрації. Заходи зі зміцнення спостерігаються в деяких частинах внутрішньої зони храму, де небезпечні конструкції зв'язані тросами.

## Галерея

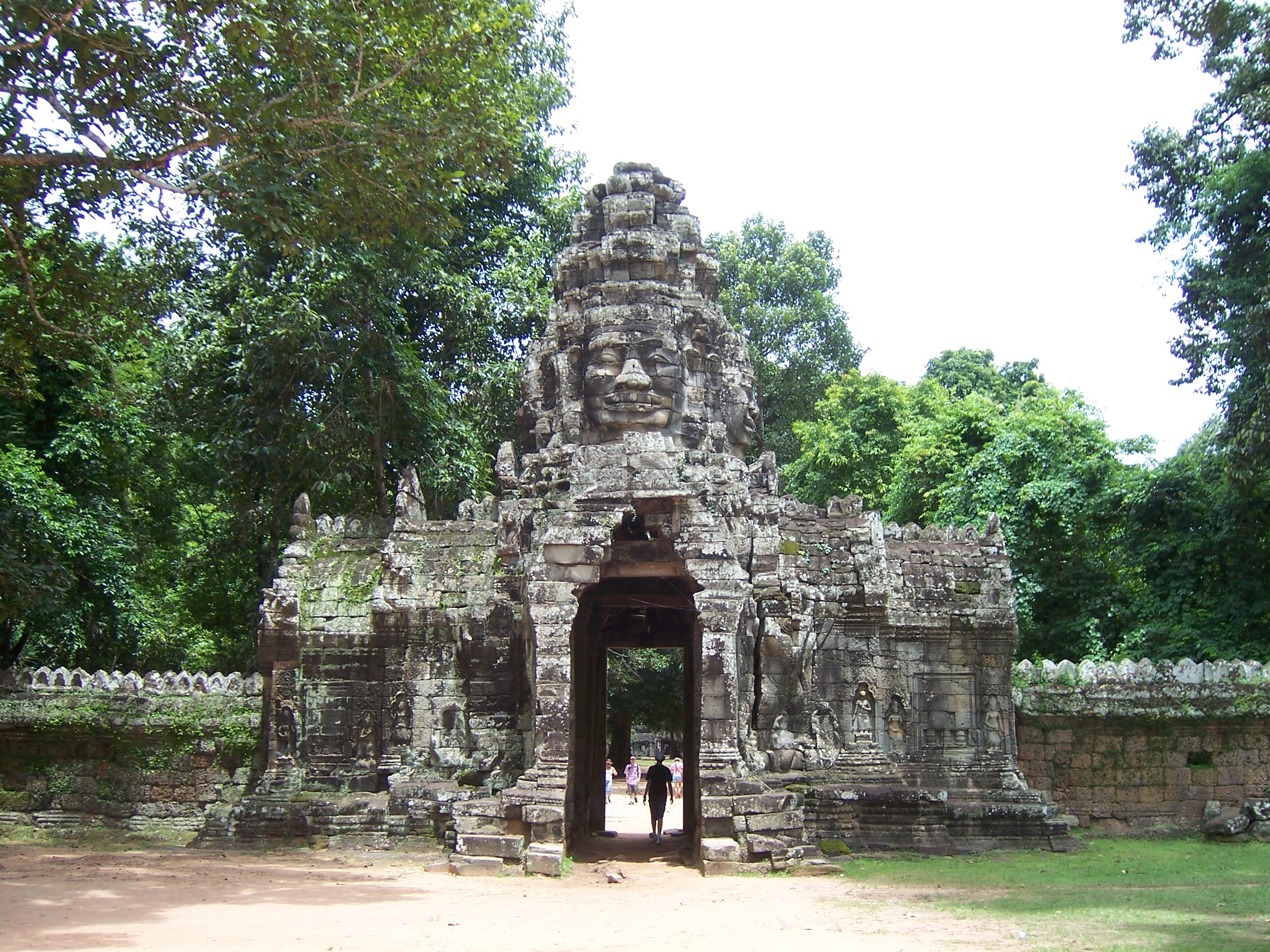
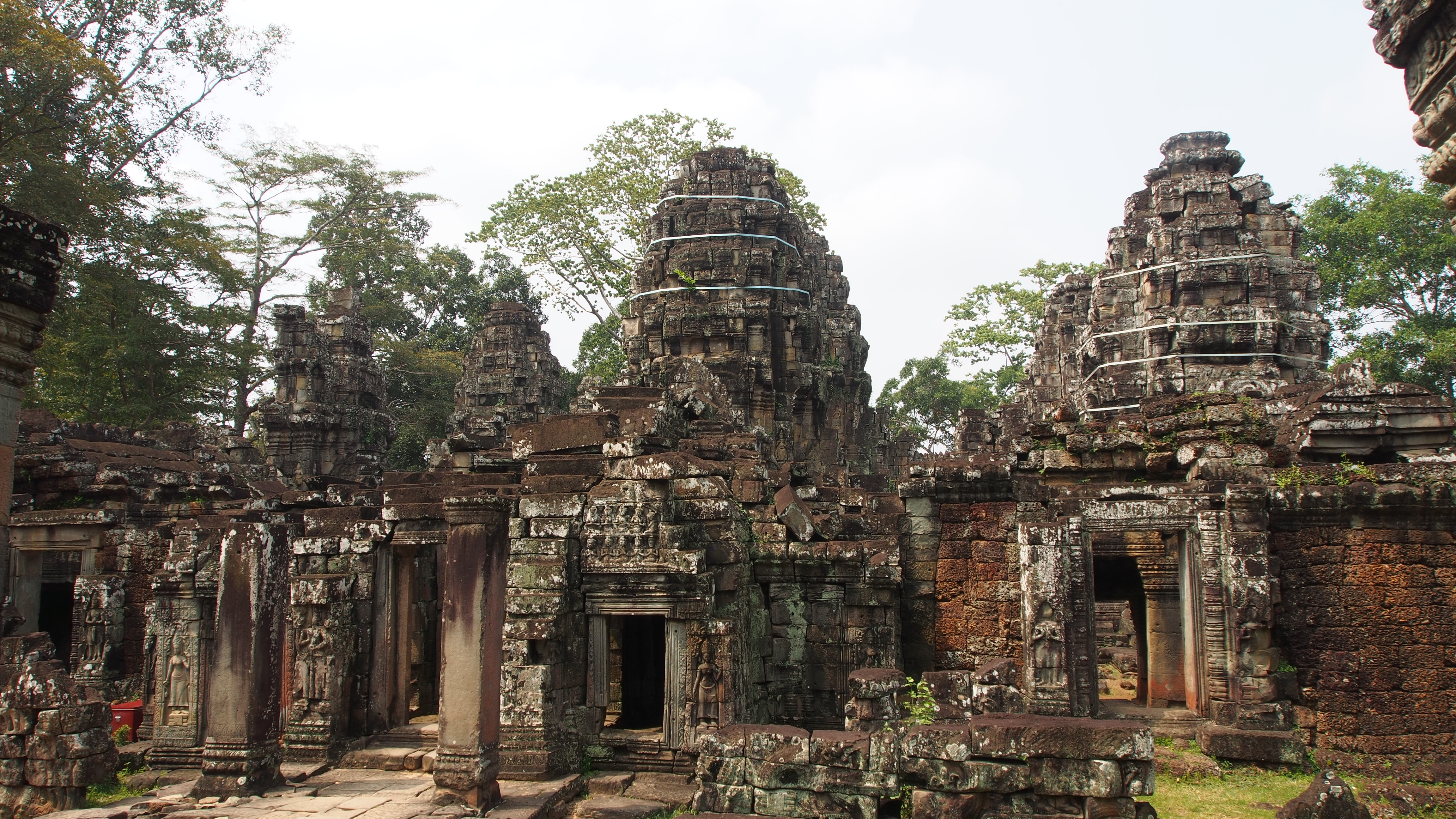
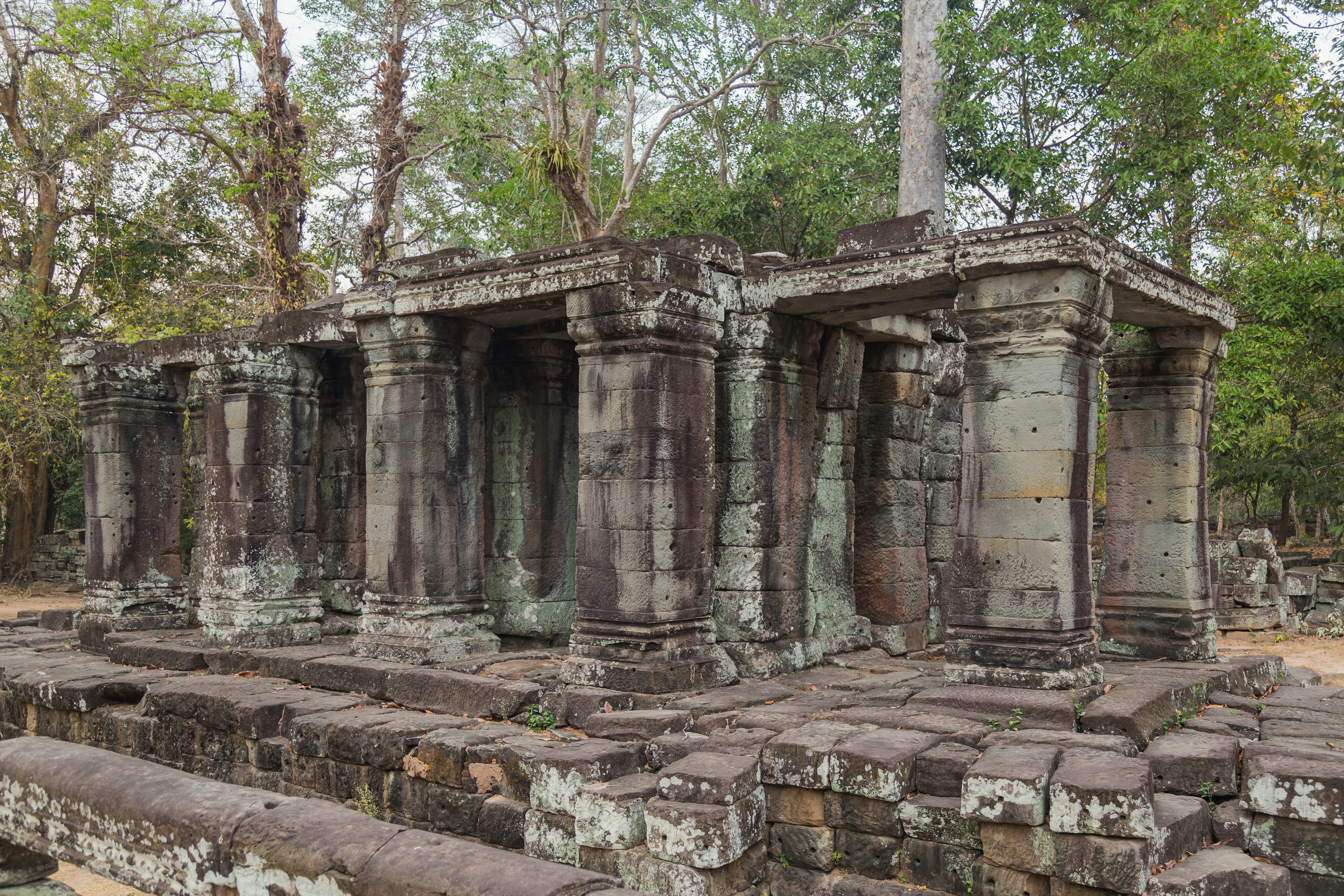
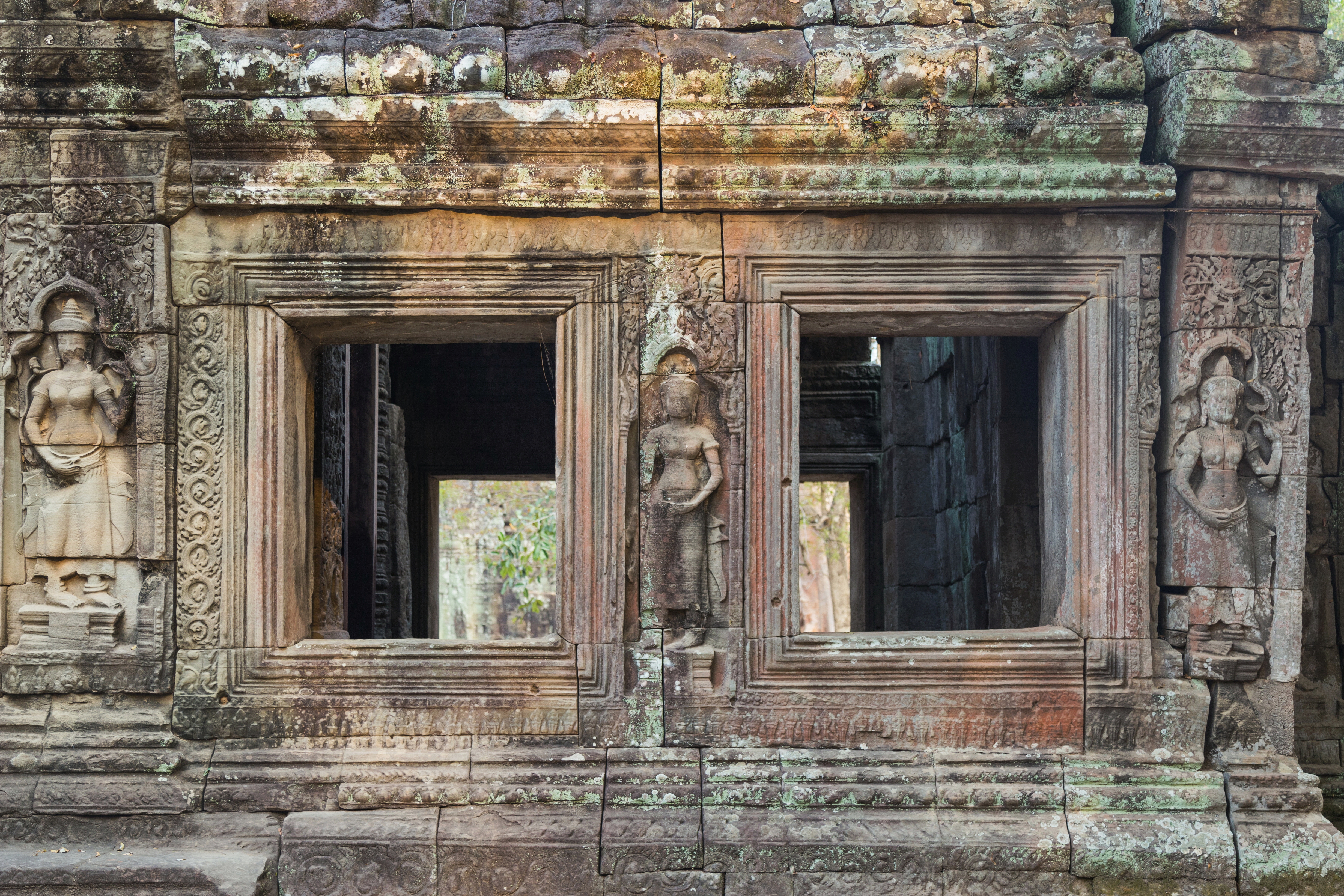
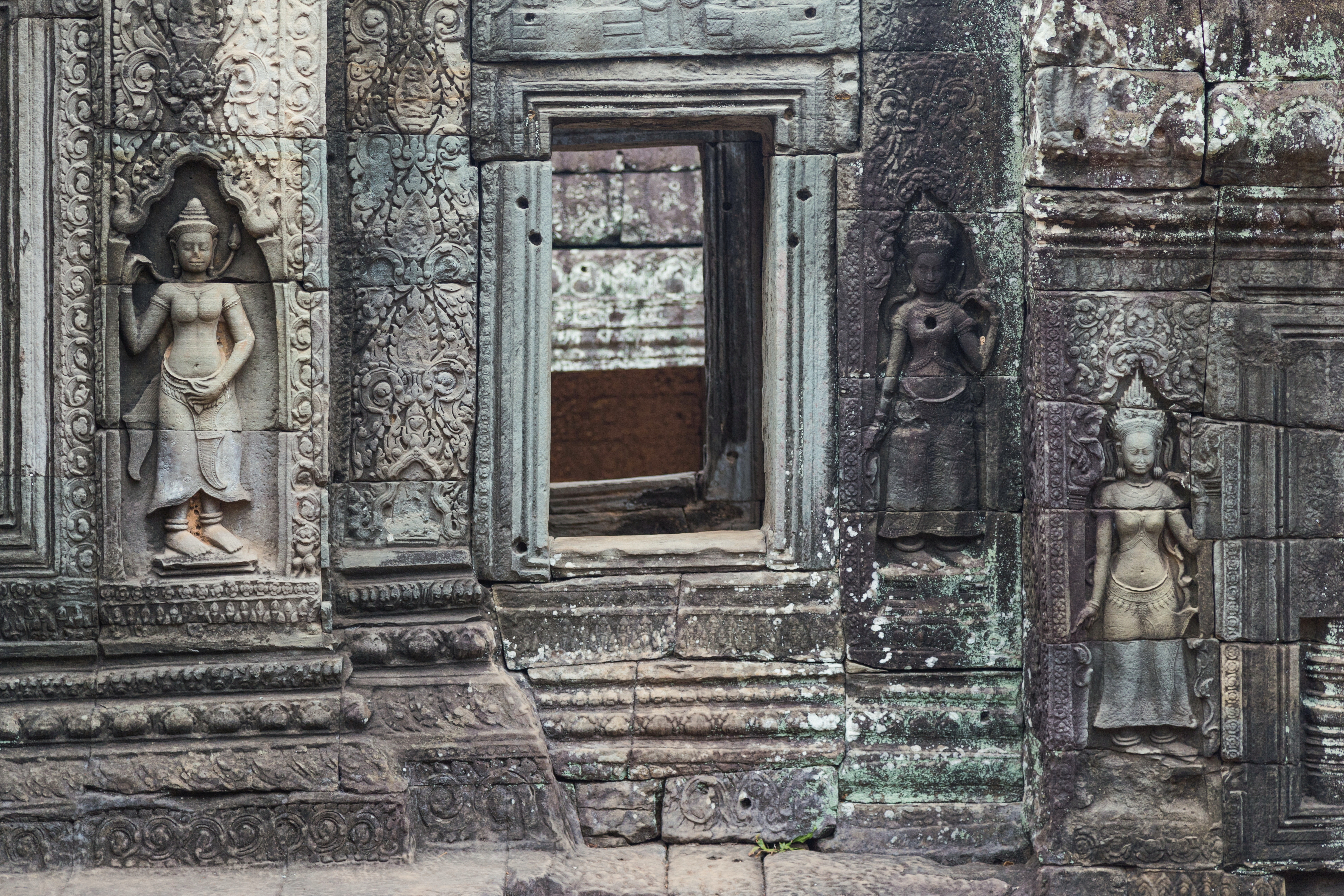
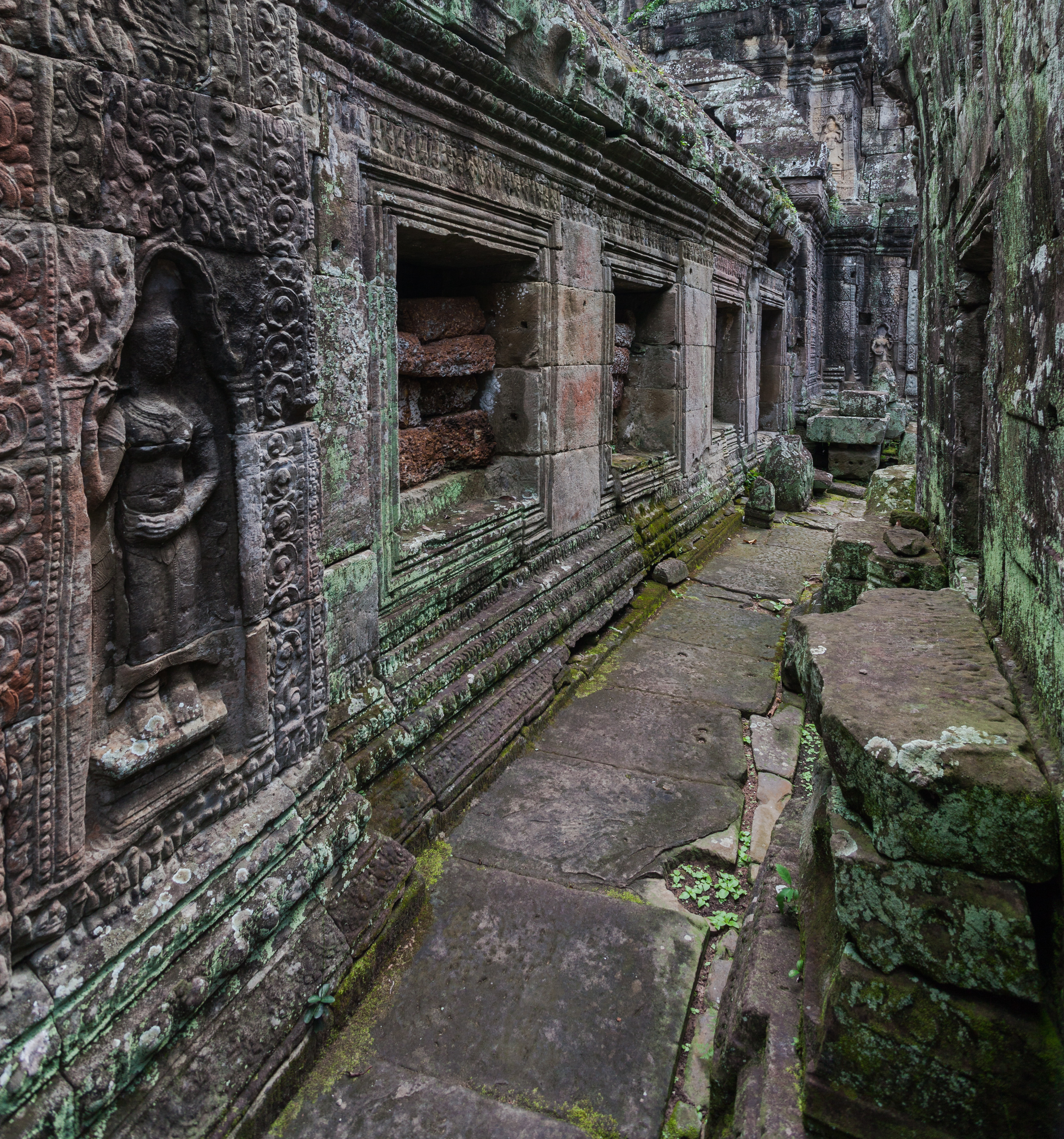
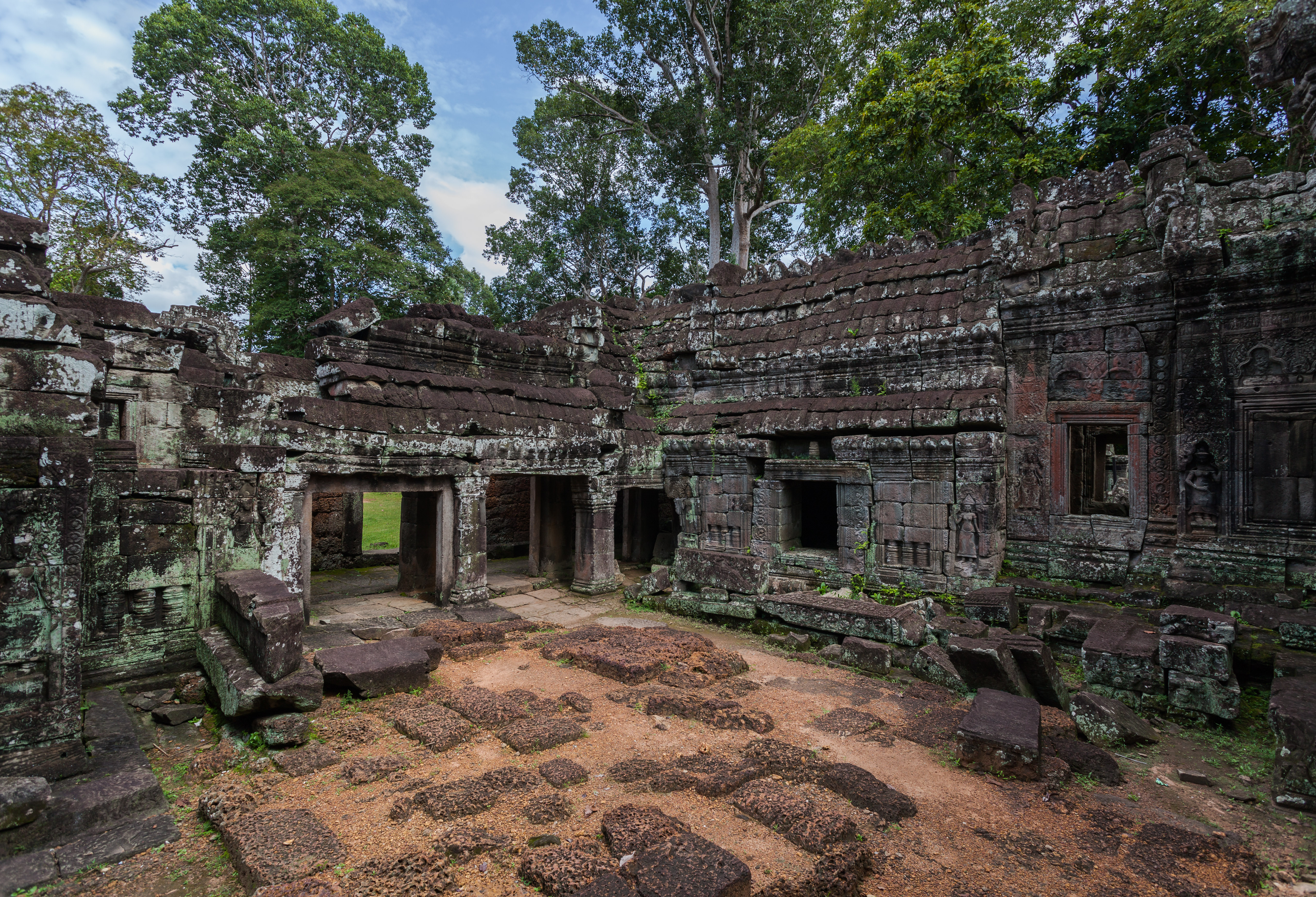
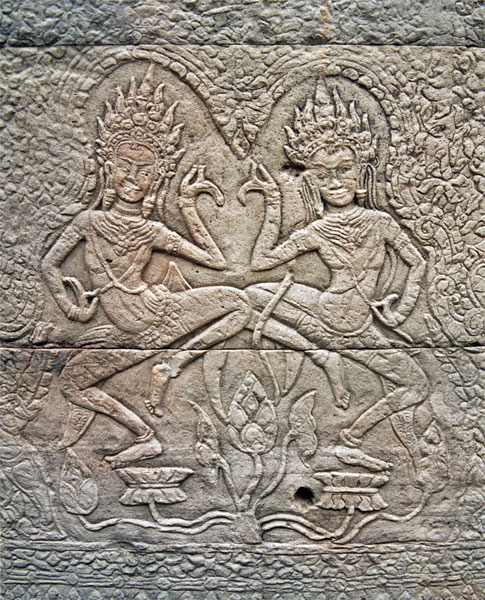
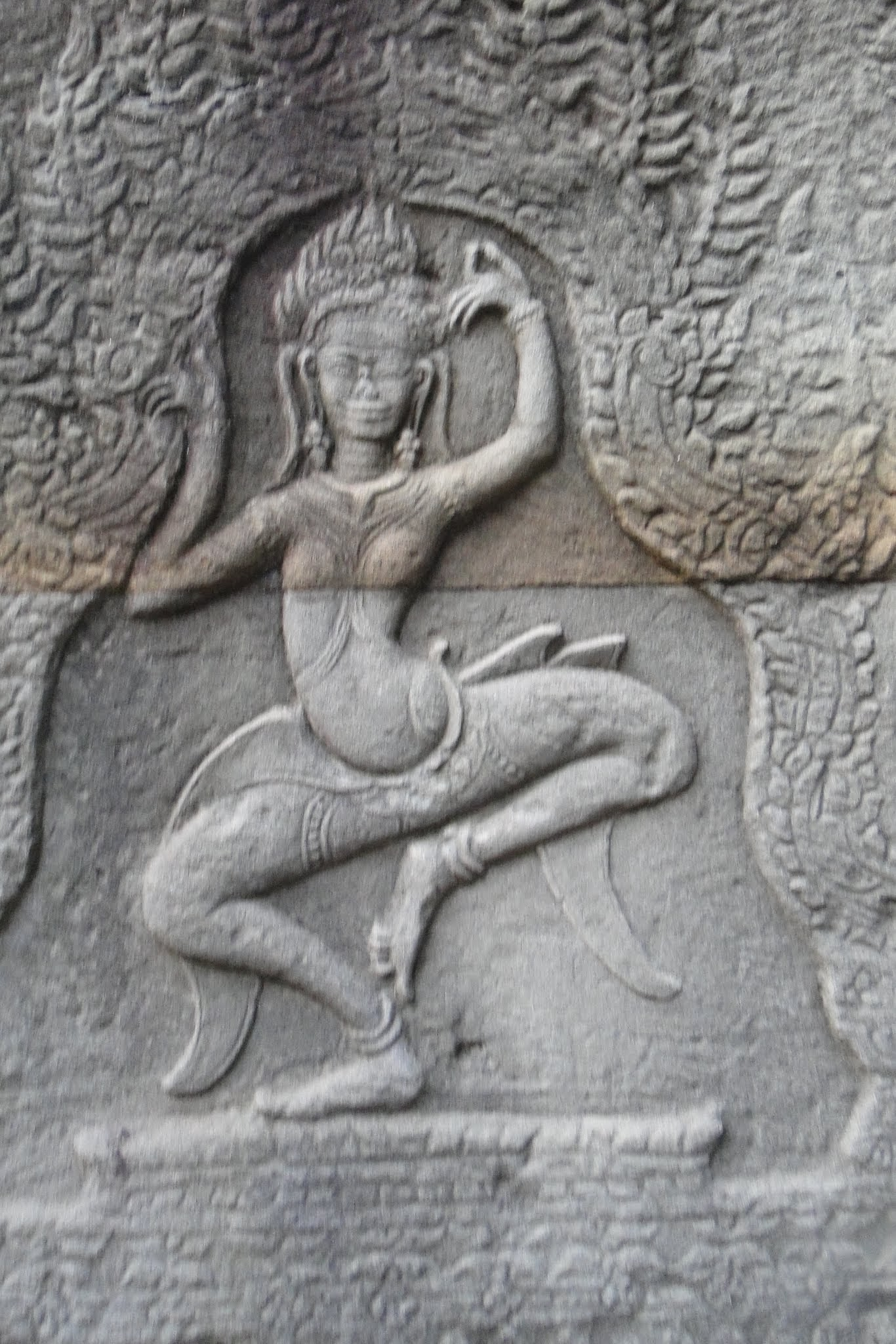
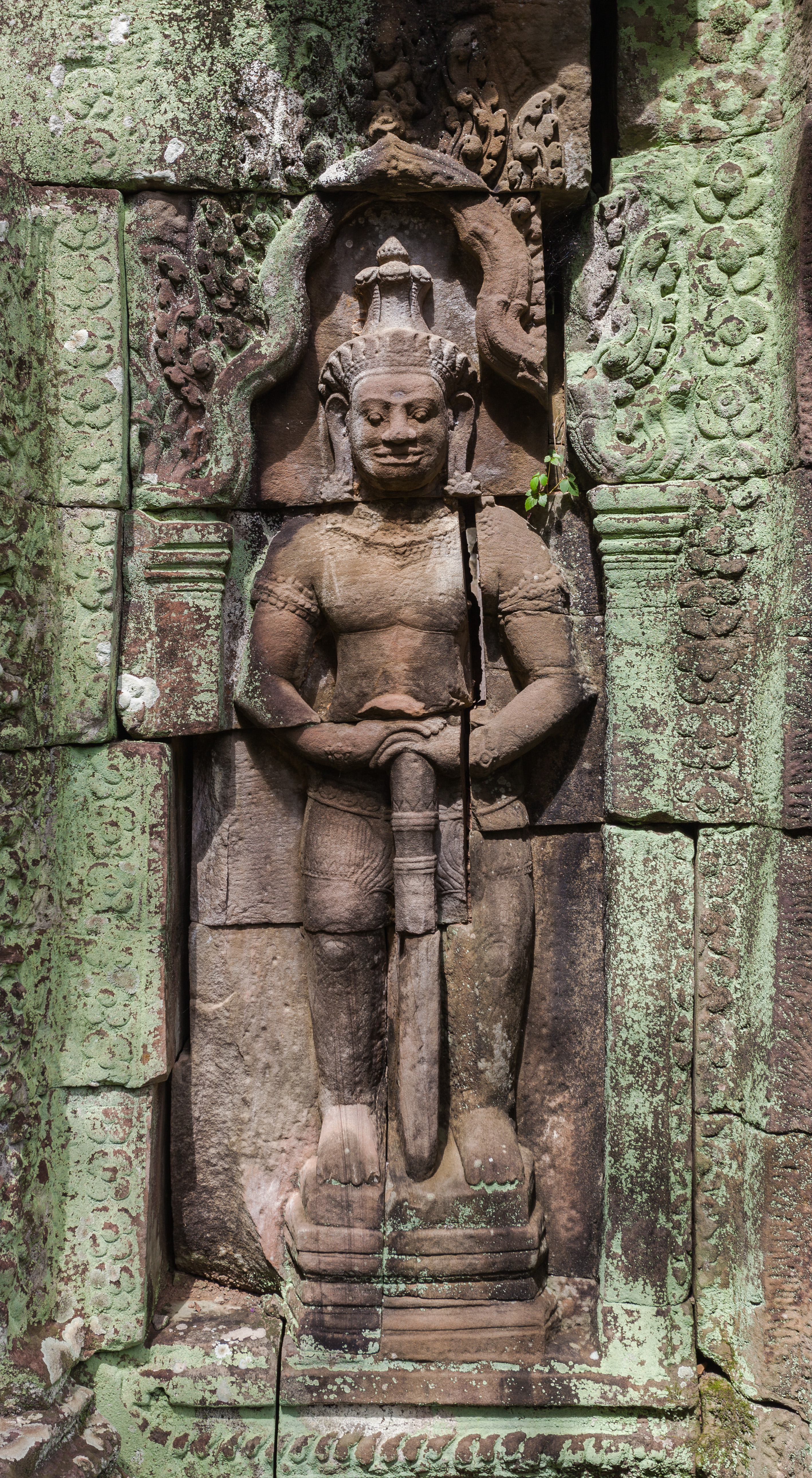
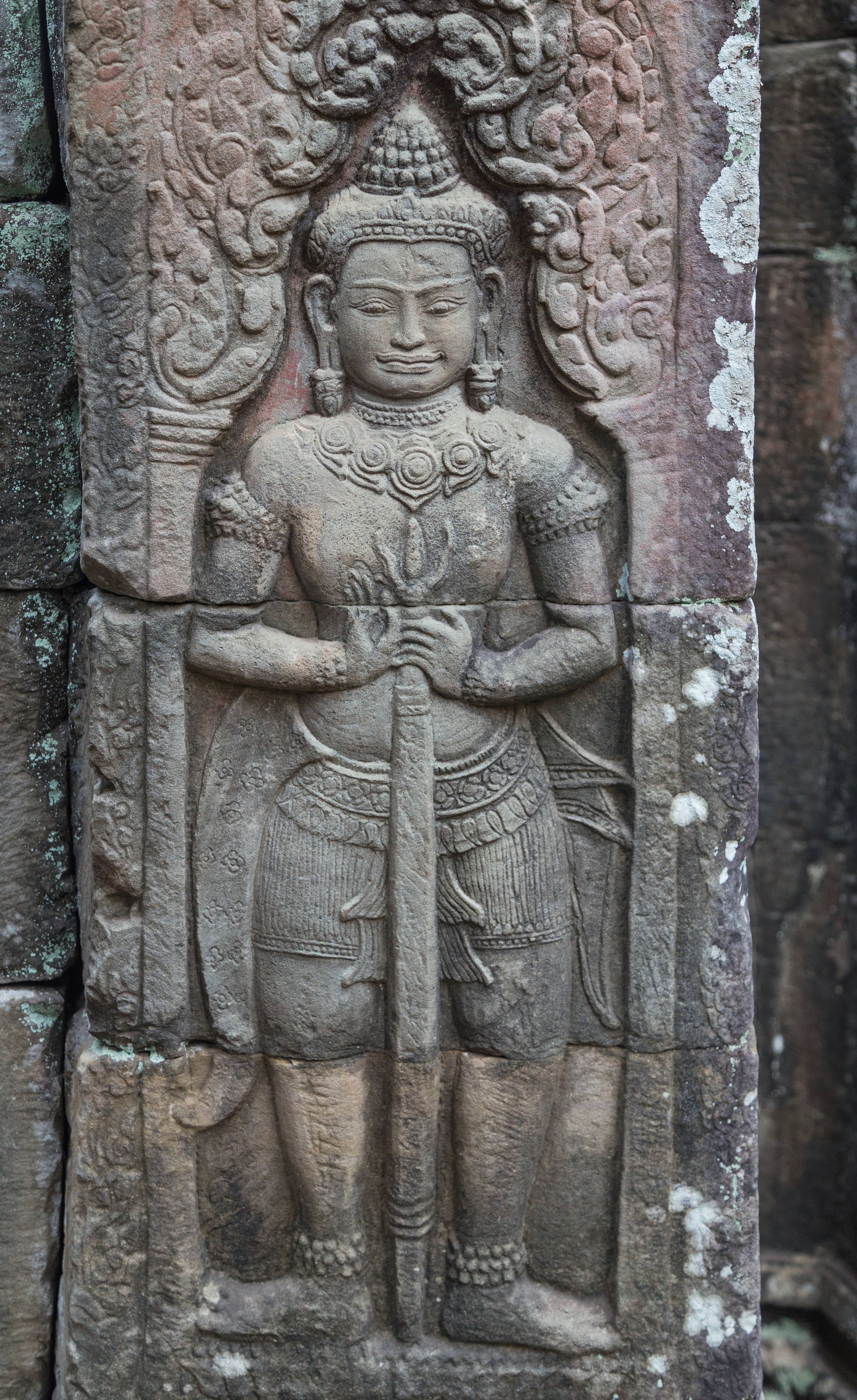
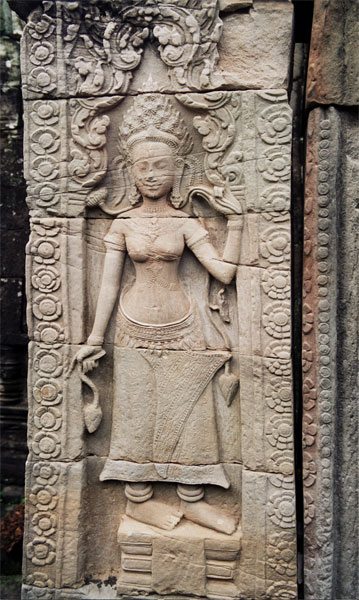
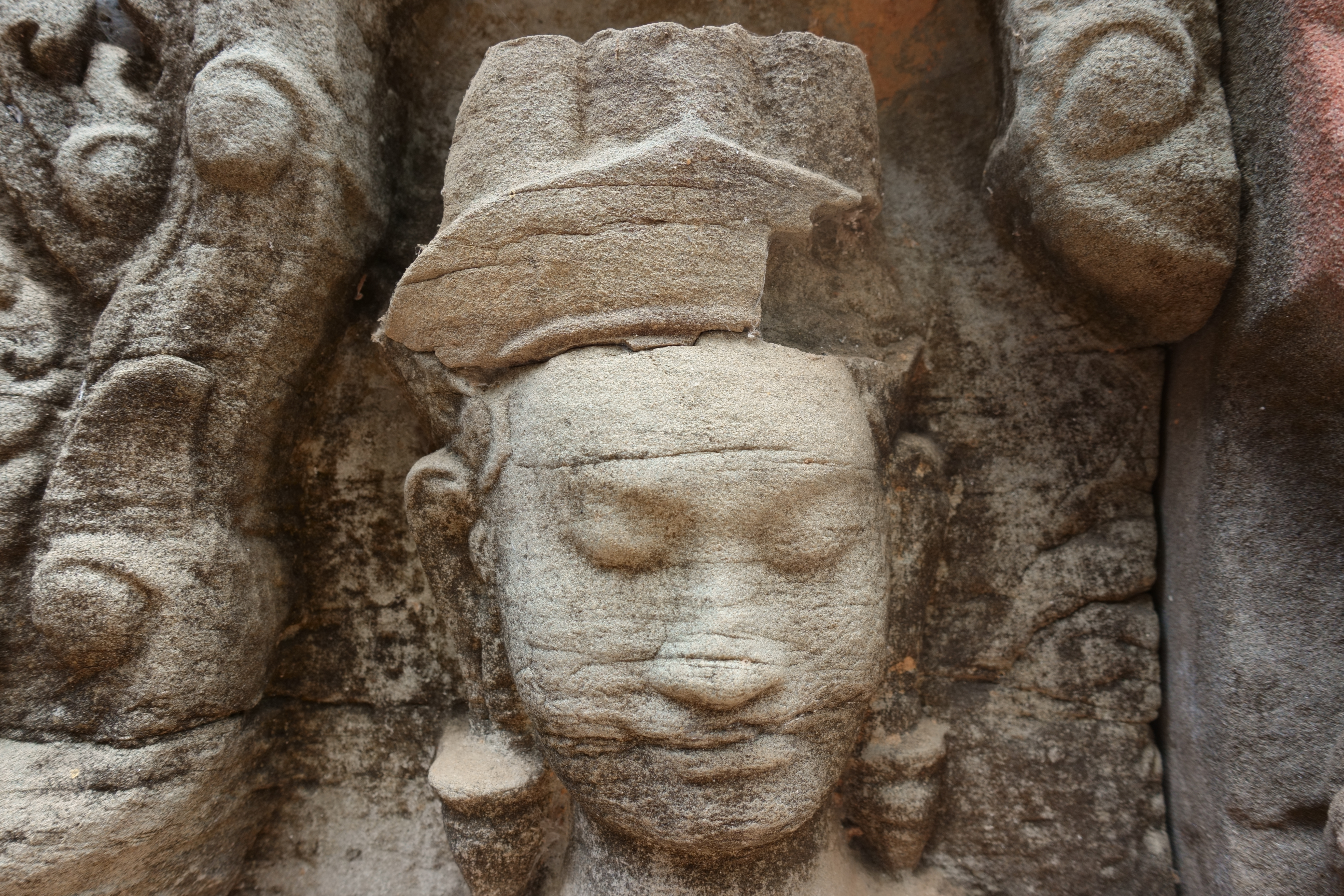
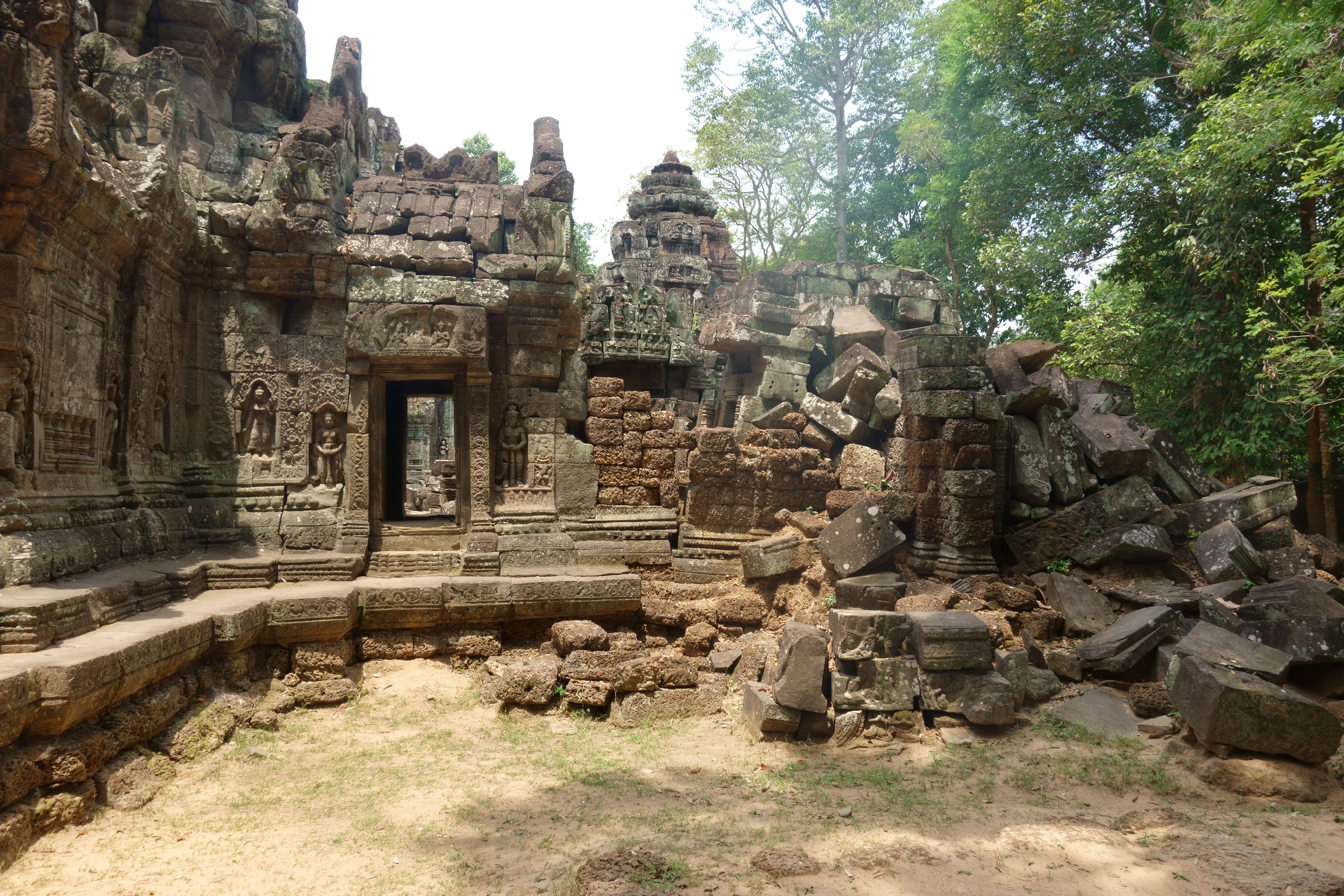
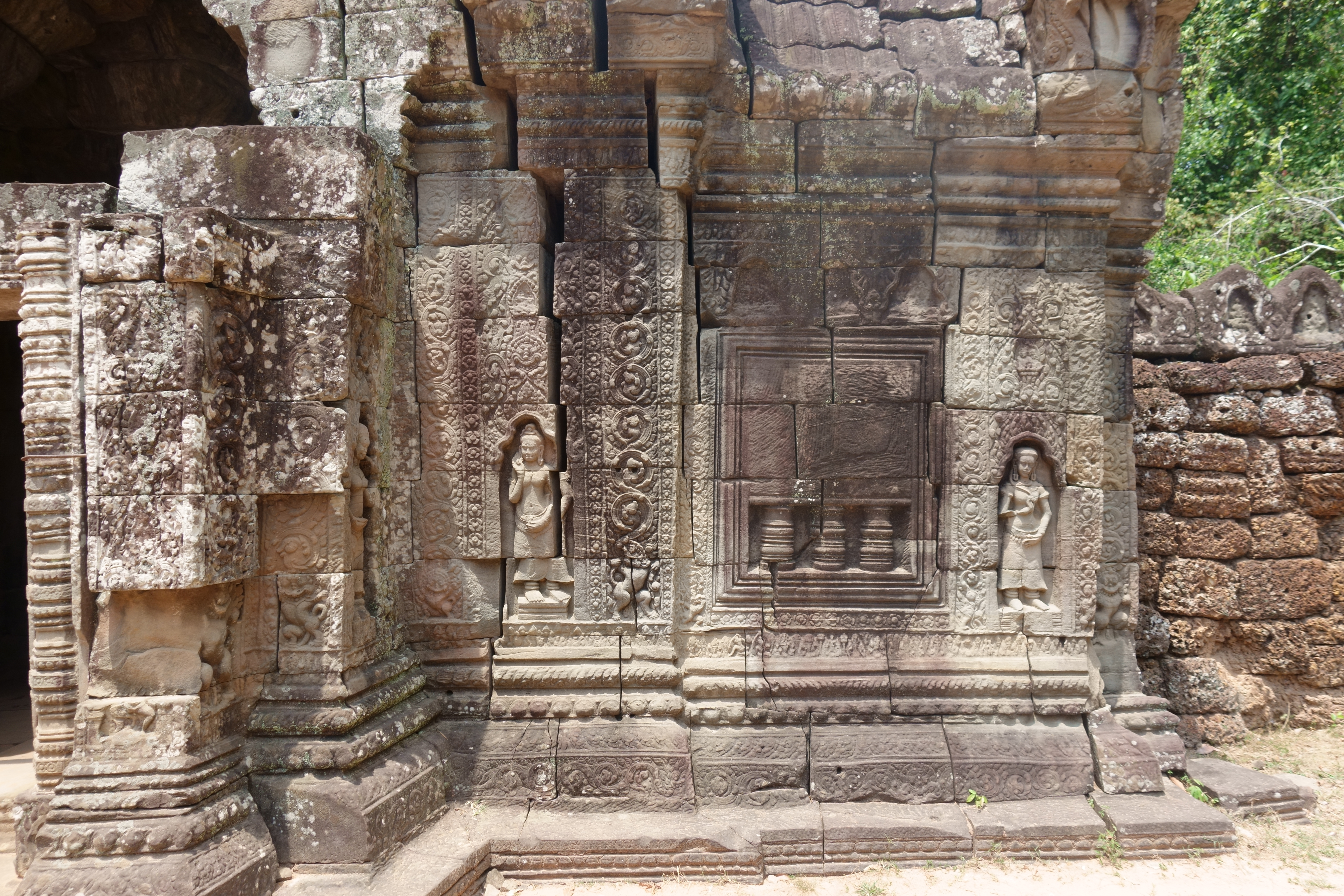
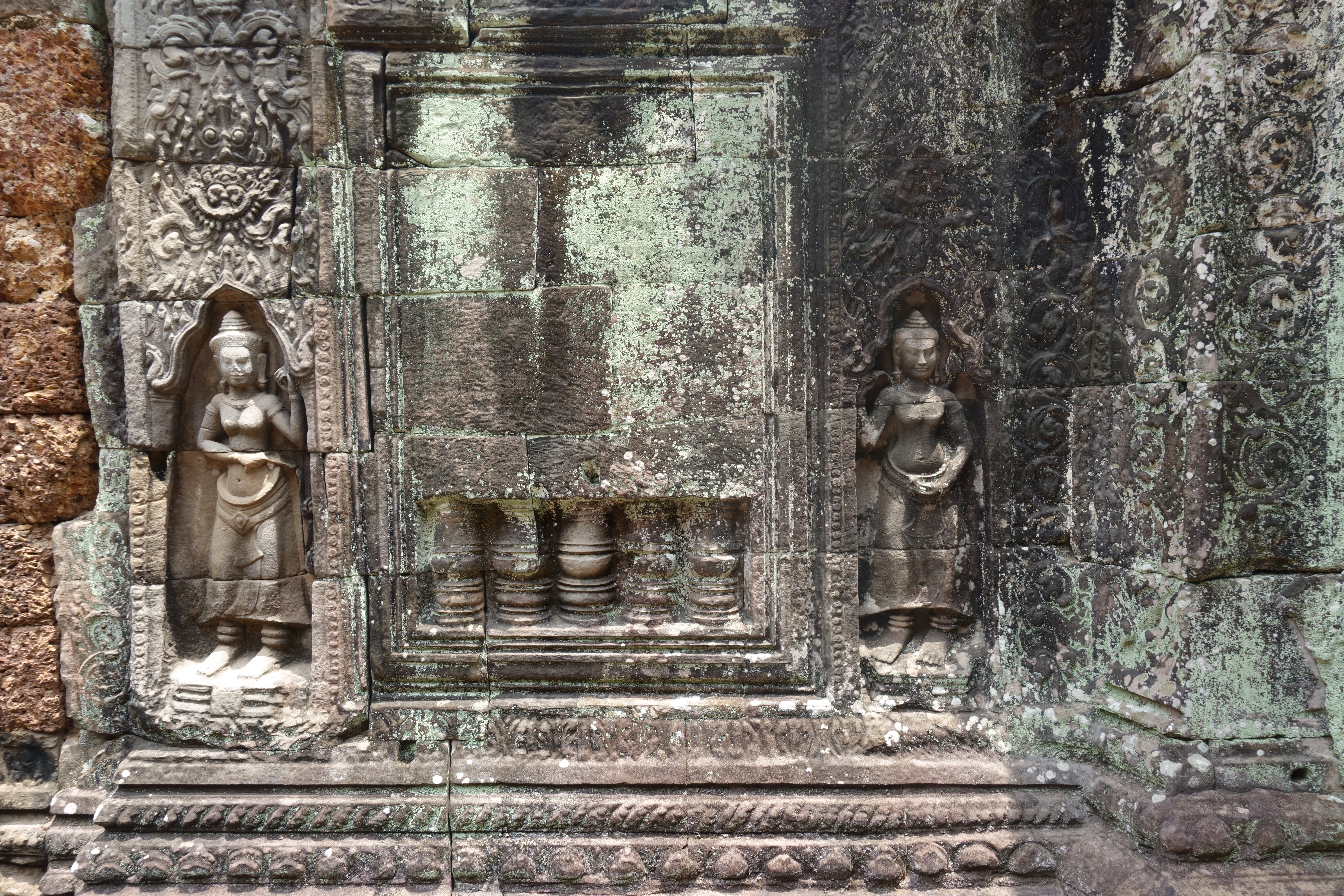
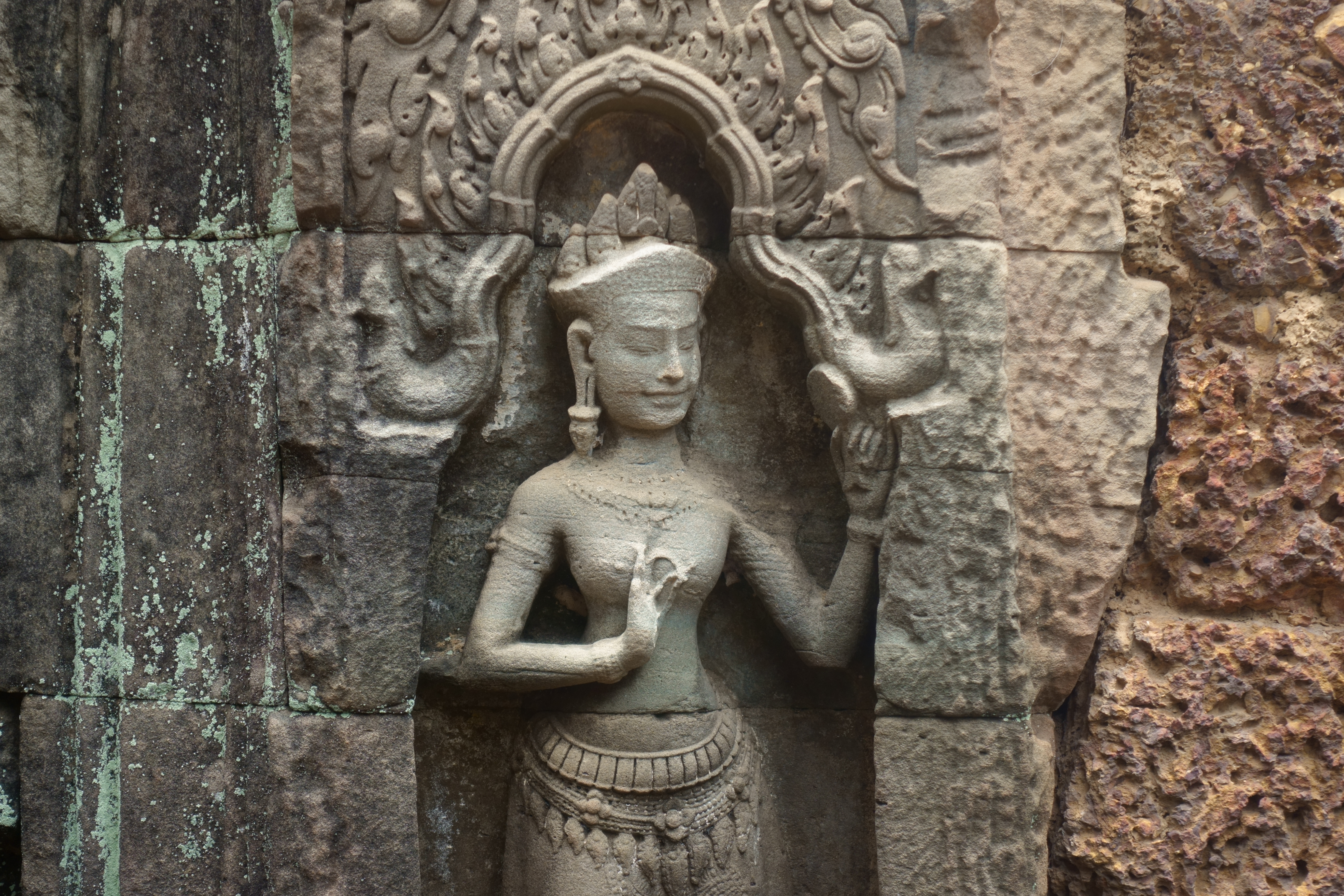
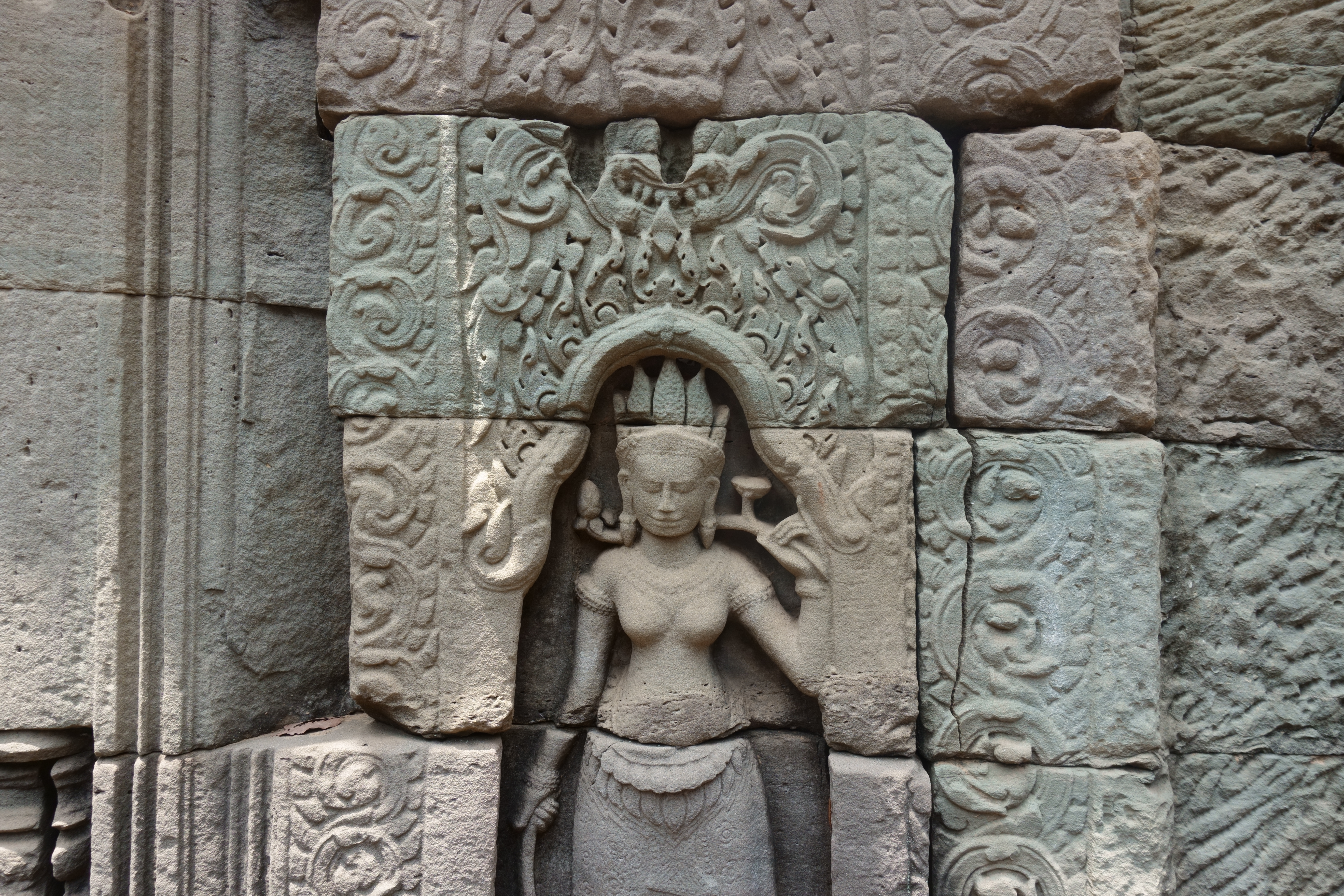